# Мандри (гурт)
Ма́ндри — український музичний гурт, заснований 1997 року в місті Києві. У його музиці поєднуються багато різноманітних музичних стилів, зокрема реггей, рок, блюз та певні елементи романсу.
| «Нас кличе у мандри дорога, грає чарівна струна… У променях сонця ранкових ця пісня для тебе луна.» |

## Історія гурту
Ідея створення гурту належить Фомі, раніше відомому в музичному андеґраунді Києва по творчій формації «День помирає рано». В пору становлення (1995—1997 рр.) «Мандри» мали у своєму складі трьох музикантів (Фома — гітара, вокал; Олександр Коханівський — бас; Олег Воробйов — перкусія), а звучання гурту було переважно акустичне.
У жовтні 1997 р. до гурту приєднався акордеоніст Леонід Белєй, який доповнив пісні Фоми мелодійним колоритом. Також змінився перкусіоніст. До складу увійшов Салман Салманов (грав у гуртах «Вій», «Рутенія», «Заратустра»).
У цьому оновленому складі колектив виступив на розігріві гурту «АукцЫон» в київському ПК КМУЦА, в жовтні 1997 р. На жаль, виступ був не дуже вдалим і після нього, з різних причин, постало питання про подальше існування гурту. Але знайомство музикантів з керівником щойно створеного продюсерського центру «Астероїд» та підписання контракту з ним, дає можливість «Мандрам» продовжити активну творчу діяльність.
Гурт запрошує барабанщика Андрія Занька та бас-гітариста Сергія Чегодаєва, який приходить на зміну Олександру Коханівському. Звучання колективу кардинально змінюється — музика набула сучасної ритмічної пружності і фактурно-мелодійної орнаментальності.
Через декілька місяців після оновлення складу виходить перший магнітоальбом, який було записано на студії «Астероїд». Оскільки пісні були записані в атмосфері деякої поспішності, це залишило відбиток на якості альбому. Протягом майже пів року музичний матеріал трансформувався, перероблювався та перезводився.
Музика гурту містить у собі елементи фолку, міського романсу, французького шансону, року, блюзу та регі. Критики приписують гурту «Мандри» принципово нове явище на українській сцені — ф'южн-фолк[джерело?]. Фронтмен «Мандрів» називає свою музику «еклектичним фольклорним артроком», «міксом натхнення та розрахунку, чистого мистецтва та попкультури»[джерело?].
У серпні 1998-го «Мандри» відзняли перше відео за піснею «Романсеро про ніжну королеву». Дебютний кліп потрапив у трійку найкращих кліпів на першому Всеукраїнському фестивалі музичних відео[джерело?].
У грудні того ж року виходить перший CD гурту — сингл «Мандри». Упродовж 1998-го відбуваються концерти у Львові, Дніпрі, Донецьку, Херсоні, Києві та Мінську.
Навесні 1999-го «Мандри» виступають у Будапешті на фестивалі «Sziget Fesztivál», присвяченому 50-річчю Європейського Союзу. Гостями цього фестивалю були також Девід Боуї, Бйорк, Лу Рід, UB40, Jethro Tull.
|        | Абсолютно не має значення, якою мовою ти співаєш. Можна вільно співати у Європі українською, популяризуючи у такий спосіб рідну мову і рідну країну, і це сприйматиметься, оскільки у першу чергу люди відчувають музику і ритм. |
| — Фома | |

Влітку 1999 року команда бере участь у міжнародних фестивалях «Rock-Київ» та «Слов'янський базар» у Вітебську, а також знімає кліп за піснею Русалки.
У квітні 2000-го «Мандри» презентують перший повноцінний CD — альбом «Романсеро про ніжну королеву». Влітку разом із гуртом «ВВ» беруть участь у Міжнародному фестивалі української культури у польському місті Сопот. У вересні того ж року «Мандри» концертують на київському фестивалі «Рок-Екзистенція».
У травні 2001-го «Мандри» вирушають у тур містами Польщі: Вроцлав, Варшава, Краків, Щецін, Гливиці, Білосток, Ольштин, Сопот та Люблін.
Того ж року Фому запрошують виступити на фестивалі української культури у Лондоні разом з такими виконавцями як Олександр Пономарьов, Катя Бужинська та Андрій Кравчук.
19 травня 2002-го «Мандри» у повному складі концертують у знаменитому лондонському клубі «Іподром» (Hippodrome, London) у рамках Фестивалю української культури у Британії.
У вересні виходить нове відео гурту — анімаційний кліп «Орися».
17 жовтня 2002-го «Мандри» презентують новий компакт-диск «Легенда про Іванка та Одарку». Поряд з традиційними народними мотивами в альбомі чути ф'южн, регі і навіть ґрандж. Хоча «Легенда…» містить тільки три народні пісні, уся платівка пронизана духом та мелосом України, сплетенням гуцульських, буковинських та тюркських мелодій. Насичення альбому мелодіями різних субетносів особливо чути у композиціях Коломийка Дракула та Вітре-цигане.
У травні 2003-го «Мандри» беруть активну участь у міжнародному фестивалі, присвяченому Дню Європи, який відбувався у Києві.
У жовтні виходить нове відео гурту за піснею «Вітре-цигане». Услід за ним, навесні 2004-го з'являється нова відеоробота — кліп «Калина».
14 липня «Мандри» беруть участь у першому міжнародному етнофестивалі «Країна мрій» (2004).
Восени 2004-го музиканти гурту стають активними учасниками Помаранчевої революції, під час якої набуває популярності раніше написана пісня «Не спи, моя рідна земля».
10 липня 2005-го гурт виступає на другому етнофестивалі «Країна мрій», у вересні «Мандри» — на київському фестивалі «Рок-екзистенції».
1 лютого 2006-го вийшов третій повноформатний компакт-диск гурту — «Дорога». Цей диск містить експерименти зі стилем диско, тож дещо ближчий до популярної музики, ніж до фольк-року. В альбомі — 12 пісень, майже всі — на слова і музику Фоми. Єдина Коло млину — народна пісня, поширена на теренах Центральної України. В альбом увійшли фолькові Косачіна, лірична Зозуля, Гілка, Ти в серці моїм, Тінга лінга, ритмічні Дорога, Місто. Пісня Ріо Ріта написана під впливом подорожі до Португалії. Пісня Любов написана спеціально до короткометражного фільму «Христина і Денис танцюють танець діжкарів» із серії «Любов — це…», де Фома зіграв одну із ролей. Не спи, моя рідна земля належить до патріотичних пісень.
Навесні 2006-го на телеекрани вийшли дві відеороботи «Мандрів» — «Не спи, моя рідна земля» та «Любов», у 2007 році — кліп на хіт-пісню «Дорога», у 2008 році — кліпи на пісні «Будемо разом» і «Новорічна».
На початку літа 2009 року гурт залишає перкусіоніст Салман Салманов і переїжджає на Кіпр. Того ж року виходить нова відеоробота на пісню «Світ».
У 2010 році до гурту приєднується бек-вокаліст Інна Прокопчук, а в 2011 — гітарист Стас Семілєтов.
У 2012 році вийшли два відеокліпи на пісні «Черевики» і «Лелеки».
У 2013 році «Мандри» стають активними учасниками Революції гідності, де часто вони виступали з піснею «Не спи моя рідна земля».
У 2015 році вийшла нова відеоробота на «Карпатську пісню». Також в цьому році була записана нова пісня «Гради вогняні» про війну на сході України.
У 2020 році піснею «Соловейко [Архівовано 13 червня 2021 у Wayback Machine.]» долучився до акції «Так працює пам'ять», присвяченої пам'яті Данила Дідіка і всім, хто віддав життя за незалежність України.

## Відгуки
|                                      | Вік уніфікації дістався і до музики — мотивчики у наших виконавців все частіше множаться, наче на ксероксі, а незвичність і оригінальність просунуті продюсери оголошують комерційно невигідними. Народу подавай знайоме та пережоване. Гурт „Мандри“ не лише нікого не копіював, але й створив власний оригінальний стиль — українського шансону, сільського романсу, якого раніше не існувало. Втім, заперечення приймаються. У будь-якому випадку, ніхто не дорікне, що „Мандри“ грають штучну музику. Фолк — стиль, популярний у всьому світі, та й більшість сучасних зірок світової поп-естради не забувають у творчості свою національність. |
| — «Факти і коментарі», 7 квітня 2000 | |

|                                            | Є в музиці київського гурту «Мандри» якийсь особливий шарм, який заводить і під враженням якого перебуваєш дуже довго. Хтось списує це на її мелодійність і яскраві танцювальні ритми, інший — на орієнтацію групи на фольк, поєднаний із елементами року та міського романсу, ще інший — на якусь екзотичність, властиву творчості «Мандрів». |
| — «Незалежність», 28 лютого-6 березня 2002 | |

.

## Склад гурту
- Сергій Фоменко (Фома) — вокал, акустична гітара, тексти
- Андрій Занько — ударні, бек-вокал
- Сергій Чегодаєв (Чиж) — бас-гітара, бек-вокал
- Кирило Бородін — скрипка
- Марія Хмельова — клавішні

### Колишні учасники
- Салман Салманов — перкусія
- Леонід Белєй (Льоня) — акордеон, клавішні, бек-вокал
- Інна Прокопчук — бек-вокал
- Стас Семілєтов — електрогітара

## Дискографія
- «Мандри» сингл (1998)
- «Романсеро про ніжну королеву» (2000, перевидання 2002)
- «Русалки» міні-альбом (2000)
- «Легенда про Іванка та Одарку» (2002)
- «Дорога» (2006)
- «Мандри у Країні Мрій» концертний альбом (2007)
- «Світ» (2011)
- «Час летить» (2018)

Композиції «Мандрів» увійшли до кількох музичних збірок:
- «Революція на граніті», з серії «Золоті рок-балади України»
- «Легенди химерного краю», з серії «Антологія українського року»
- «Зоопарк Макларена»
- «Рок-екзистенція-2000»

## Відеокліпи
- «Романсеро про ніжну королеву» (1998)
- «Картата сорочка» (1999)  [Архівовано 26 березня 2016 у Wayback Machine.]
- «Русалки» (2000)
- «Дочка мельника» (2002)  [Архівовано 17 жовтня 2016 у Wayback Machine.]
- «Орися» (2002)  [Архівовано 19 жовтня 2015 у Wayback Machine.]
- «Вітре-цигане» (2003)
- «Калина» (2004)  [Архівовано 28 березня 2016 у Wayback Machine.]
- «Не спи, моя рідна земля» (2006)  [Архівовано 17 жовтня 2015 у Wayback Machine.]
- «Любов» (2006)  [Архівовано 6 лютого 2020 у Wayback Machine.]
- «Ти в серці моїм» (2006)  [Архівовано 1 листопада 2020 у Wayback Machine.]
- «Дорога» (2007)  [Архівовано 18 грудня 2015 у Wayback Machine.]
- «Будемо разом» (2008)  [Архівовано 6 липня 2013 у Wayback Machine.]
- «Новорічна» (2008)  [Архівовано 29 березня 2016 у Wayback Machine.]
- «Світ» (2009)  [Архівовано 6 квітня 2016 у Wayback Machine.]
- «Лелеки» (2012)
- «Черевики» (2012)  [Архівовано 25 березня 2021 у Wayback Machine.]
- «Карпатська пісня» (2015)